# مقاطعة تشيكاساو (ميسيسيبي)
مقاطعة تشيكاساو هي مقاطعة في مسيسيبي، بلغ عدد سكانها 17٬392  نسمة، في 2010، عاصمتها هيوستن، تبلغ مساحتها 1٬306 كيلومتر مربع.

## الموقع
تشترك في الحدود مع:
- مقاطعة بونتوتوك (ميسيسيبي).

## التقسيمات الإدارية
- هيوستن.